# Svartekällan

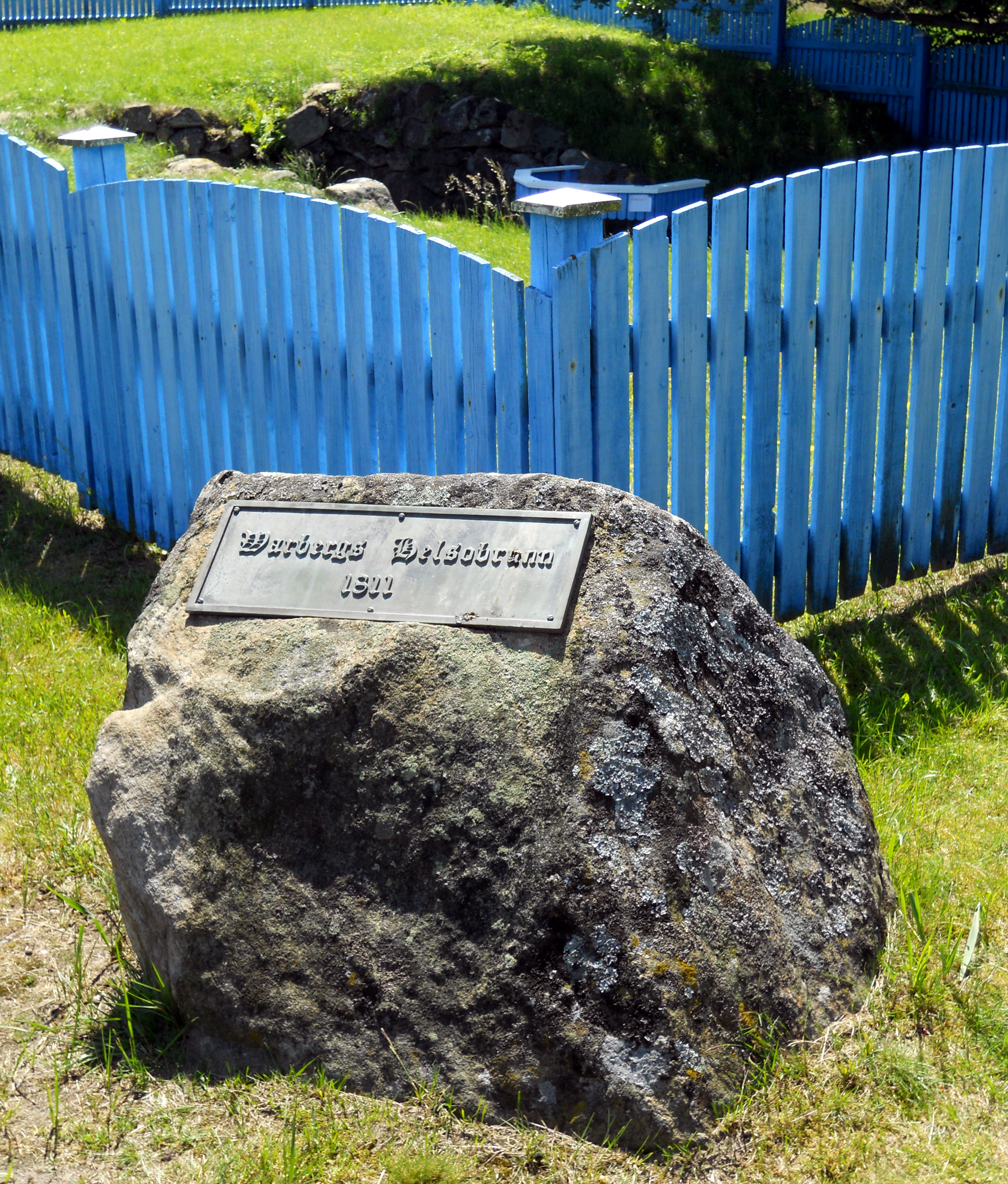
Svartekällan.

Svartekällan är en surbrunn, en källa med mineralhaltigt vatten, vid Apelviken i Varberg. Hur länge den varit känd av lokalbefolkningen är obekant, men 1811 lanserades den av de styrande i Varbergs stad som hälsobrunn. Några år senare, 1817, uppförde man ett brunnshus över källan. Redan efter 20 år fann man det dock mer praktiskt att transportera Svartekällans vatten in till Varberg, och brunnshuset flyttades då till tomten mittemot Varbergs kyrka, där än idag Brunnsparken bär dess namn.
Svartekällan är idag omgärdad av ett blått staket i trä. Det gamla brunnshusets stengrund kan fortfarande beskådas på platsen.